# Vicia lecomtei
Vicia lecomtei är en ärtväxtart som beskrevs av Jean-Henri Humbert och René Charles Maire. Vicia lecomtei ingår i släktet vickrar, och familjen ärtväxter.

## Underarter
Arten delas in i följande underarter:
- V. l. embergeri
- V. l. lecomtei